# Ausbesserungswerk Saarbrücken-Burbach

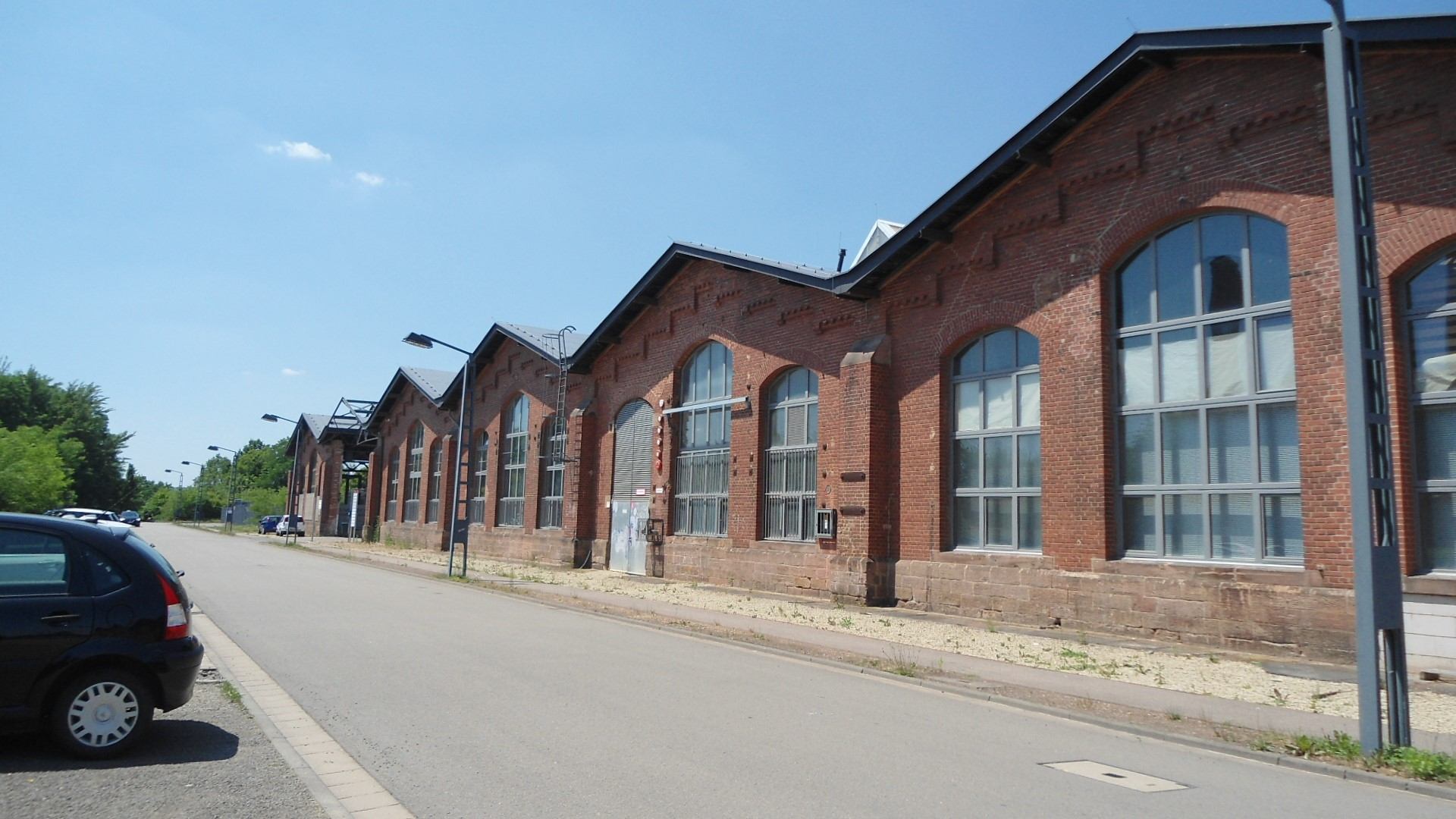
Die Wagenreparaturhallen

Das Ausbesserungswerk Saarbrücken-Burbach war ein Eisenbahn-Ausbesserungswerk (AW) in Saarbrücken, das 1906 in Betrieb genommen und 1997 von der Deutschen Bahn geschlossen wurde. Das Ensemble Eisenbahn-Ausbesserungswerk Saarbrücken-Burbach mit Werksiedlung steht unter Denkmalschutz.

## Geschichte
Schon 1854 entstand auf dem Gelände des Bahnhofs St. Johann (heute Hauptbahnhof Saarbrücken) eine Werkstätte zur Reparatur von Lokomotiven, Güter- und Personenwagen. 1857 wurde die Eisenbahn-Werkstätte der königlichen Direktion der Saarbrücker Eisenbahn zur Hauptwerkstätte. Im stark angewachsenen Schienenverkehr musste die Werkstatt vergrößert werden, konnte aber auch im Gelände des Bahnhofs nicht mehr wachsen. So wurde 1904 der Neubau eines Werkes am Stadtrand im Norden von Burbach beschlossen und der Neubau 1906 eröffnet. Südlich des Geländes entstand vor den Werkstoren eine kleine Wohnsiedlung mit 25 Häusern. Zwei Villen waren für die Direktoren vorgesehen, außerdem entstand ein Konsumladen und eine Schule. Bei der Königlich-Preußischen Eisenbahn-Hauptwerkstätte arbeiten zu Spitzenzeiten mehr als 650 Menschen. In den 1920er Jahren wurde die maschinelle Ausstattung vollständig erneuert. 1935 wurden die Eisenbahnen des Saargebietes der Deutschen Reichsbahn übergeben, die Hauptwerkstätte damit zum Reichsbahn-Ausbesserungswerk.
1997 entschloss sich die Deutsche Bahn das Werk zu schließen, nachdem in den letzten Jahren ohnehin nur noch Waggons repariert wurden.  Nach kurzem Leerstand wurde das Gelände ab 1999 umgenutzt. Mit einem Gebäude-im-Gebäude-Konzept wurden die alten Werkshallen äußerlich erhalten, im Inneren wurden Gebäudemodule errichtet, in den sich Gewerbebetriebe angesiedelt wurden. 2001 begann der Rückbau der Gleisanlagen. 2002 wurden erste Neubauten im Bereich der Gleisharfe errichtet. 2003 begann die Teilerschließung der großen Halle und die Realisierung des ersten Bauabschnitts. Ab 2004 wurde die ehemalige Verschiebebühne zur grünen Achse umgestaltet und die bisher ungenutzten Teile der großen Halle und der Gleisharfe erschlossen und die alte Federschmiede umgenutzt. Große Teile der ehemaligen Gleisharfe sind noch Brachland und sollen bebaut werden.

## Architektur

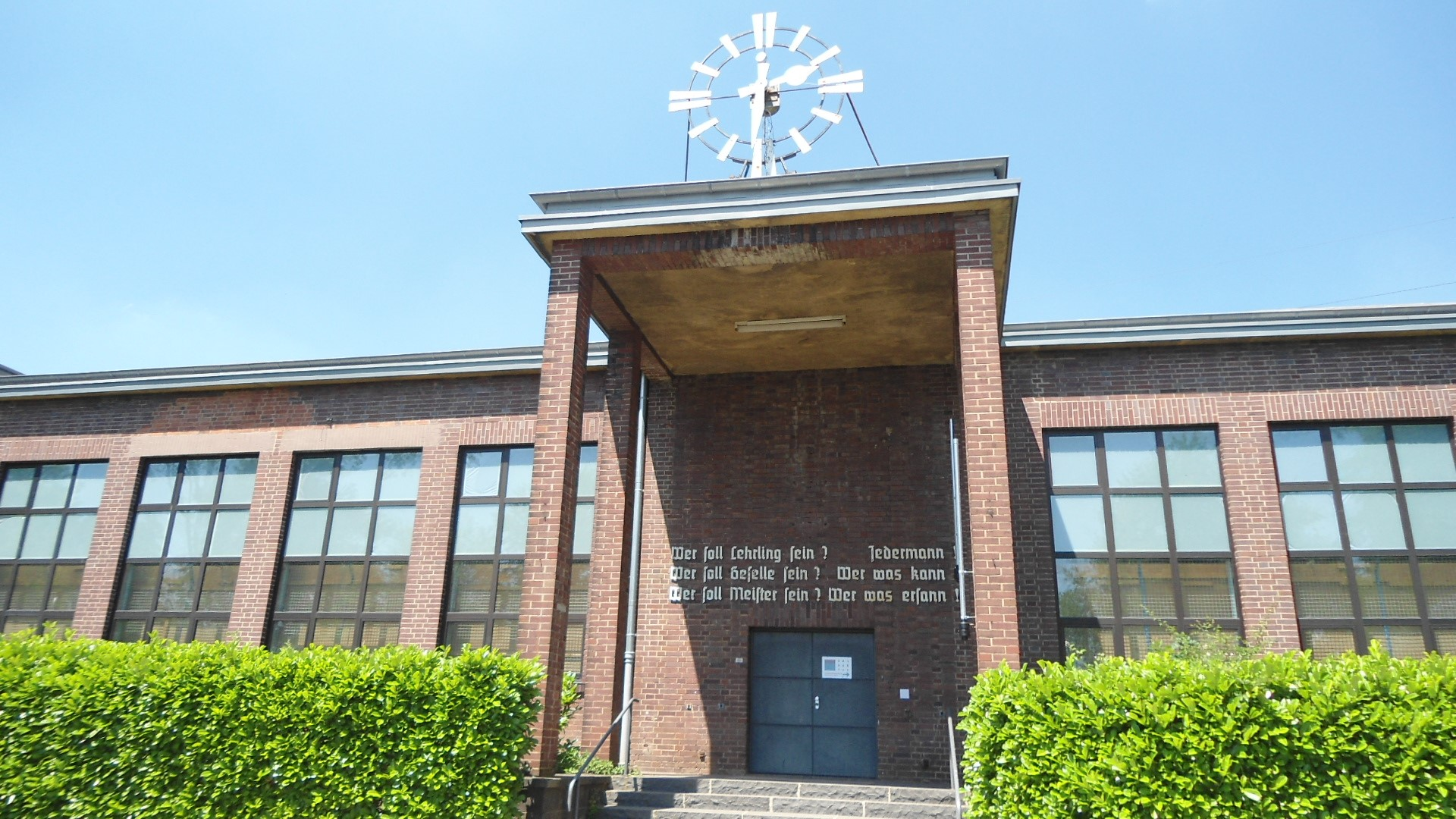
Die Lehrwerkstatt

Die einstmals riesige Gleisharfe nahm von Nordosten kommend rund die Hälfte des 32 ha großen Geländes ein. Im Südwesten sind bis heute die 40.000 Quadratmeter großen Wagenreparaturhallen erhalten. Der Baukörper aus roten Backsteinen und niedrigem Sandsteinsockel besteht aus mehreren lang gestreckten Baukörpern mit Satteldächern, die eine Oberlichtzone besitzen. Hinter den Backsteinen versteckt sich eine damals sehr moderne Stahlskelettkonstruktion. Blendbögen und Friese schmücken den Bau. Südlich davon erstreckt sich die Federnschmiede, deren Essen und Kamine erhalten geblieben sind. Weiter südlich befindet sich eine lang gestreckte Reihe mehrerer Häuser, in deren Zentrum die ehemalige Haupteinfahrt sitzt. Auffällig sind das zweigeschossige Verwaltungsgebäude mit Uhrenturm und Mittelrisaliten und das angrenzende Magazin. Der ungewöhnlich schmuckreich gestaltete viergeschossige Backsteinbau mit Sandsteinsockel wird von Rundbogen- und Rechteckfenstern belichtet. Auf der anderen Seite des Werkstores entstand ein Pförtnerhaus und eine Kantine. 
Im Norden des Werksgeländes liegt leicht erhöht und über eine doppelläufige Treppe erreichbar die 1935/36 errichtete Lehrwerkstatt. Sie ist ein symmetrischer Ziegelsteinbau mit großen Fenstern. Im Zentrum ist eine große Halle an deren Stirnseiten sich im Erd- und im Obergeschoss Schulungsräume anschließen. 
Vor dem Werkstor entstand eine kleine Wohnsiedlung mit 23 Arbeiter- und Angestelltenhäusern und zwei Direktorenvillen. Die Häuser sind weitgehend standardisiert: Sie besitzen einen Klinker- oder Sandsteinsockel, der Eingang befindet sich in einem Mittelrisaliten und ein ausgebautes Krüppelwalmdach schließt den Baukörper ab. Jedes Haus hatte einen Nutzgarten und ein Wirtschaftsgebäude. 